# Пойк, Фанни Дж.
Пойк, Фанни Дж. (индон. Fanny Jonahans Poyk) (р. 18 ноября 1960 г., Бима, о. Сумбава) — индонезийская писательница и поэтесса, дочь известного писателя Герсона Пойка (1931—2017).

## Краткая биография
Родилась на о. Сумбаве, но детство и юность провела на о. Бали. В 1991 г. окончила журналистский факультет Института социальных и политических наук в Джакарте. В 1991—2004 гг. работала журналистом таблоида «Фантаси», затем была редактором журнала «Потенси». В настоящее время журналист-фрилансер и профессиональный писатель. Имеет свою страничку в центральной газете «Компас». Возглавляет созданный в 2016 г. Фонд имени свoего отца (Yayasan Gerson Poyk).

## Творчество
Автор более десятка романов, а также сборников прозы и поэзии. Рассказы и стихи публикуются в газетах и журналах («Синар Харапан», «Суара Карья», «Суара Пембуруан», «Бали Пост», «Састра Сабана»), а также в коллективных и авторских антологиях, включая «Трепет чувств» и «Маротай» (2017). Часто совершает поездки по стране для проведения семинаров по писательскому мастерству по линии Комитета по развитию и строительства Языка при министерстве образования и культуры.

## Награды
- Победитель конкурса на лучший рассказ среди школьников на Бали (1973);
- Второе место на конкурсе издательства Эрланга по написанию рассказа на тему борьбы с наркотиками (2006);
- В списке 20 лучших авторов короткого рассказа по версии газеты «Компас» (2016).

## Основные произведения[3]
- Narkoba sayonara : sebuah kesaksian. Jakarta: Esensi, 2006 (в переводе на англ. Bye-bye Drugs. Jakarta: Penerbit Erlanga, 2006).
- Istri-istri orang seberang : kisah hidup pasangan kawin campur. Jakarta : Esensi, 2008.
- Pelangi di langit Bali. Jakarta : Bestari Buana Murni, 2008.
- Cleo Kemarilah. Jakarta : Kakilangit Kencana, 2009.
- Perjuangan para ibu Anakku pecandu narkoba. Jakarta: Esensi , 2009.
- Empat sekawan & cinta : sebuah novel entrepreneurship. Jakarta : Elex Media Komputindo, 2010.
- Suamiku dirampok orang : kumpulan cerita pendek. Jakarta: Teras Budaya, 2011.
- Luka batin yang tersiksa. Depok: Q Publisher, 2013.
- Luka. Jakarta : Kakilangit Kencana, 2014.
- Duniaku. Jakarta: PT. Actual Potensia Mandiri, 2014.
- Medali untuk bangsa : kisah sukes para pemenang olimpiade sains nasional dan internasional. Jakarta: Penerbit Buku Kompas, 2014.
- Pohon sunyi: antologi puisi bumi Hamid Nabhan. Jakarta: Nabhan Galeri, 2015.
- Cerita tentang morotai & bapak kumpulan puisi. Depok: Yayasan Gerson Poyk , 2017.
- Belis si mas kawin. Depok : Yayasan Gerson Poyk , 2017.
- Pesona Antologi puisi 7 negara. Depok: Yayasan Gerson Poyk , 2017.
- Gizzara : kutunggu kau di tapal batas Kuldenzen. Jakarta : Penerbit Kosa Kata Kita, 2019.

## Переводы стихов писательницы на русский язык
- Я вижу Луну в твоих глазах; Эс-эм-эс от отца; Маме[4].